# Rilaxfjärden
Koordinaten: 59° 55′ 40″ N, 23° 4′ 59″ O

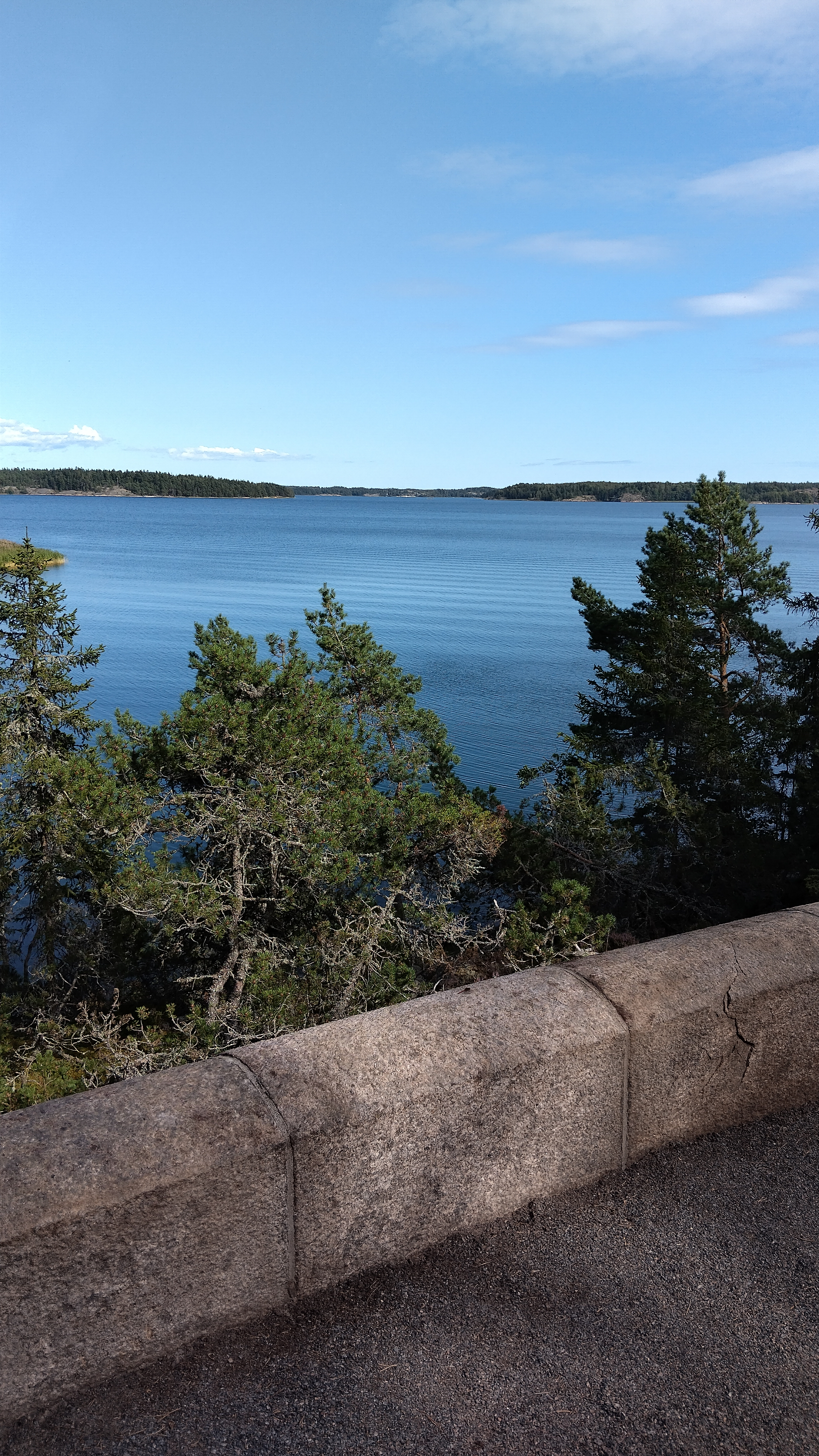
Blick vom Rilax-Monument über Rilaxfjärden; auf der gegenüberliegenden Seite ist der Eingang in den Fjärd Basafjärden zwischen den Inseln Bengtsår Prästön und Lackisår zu erkennen

Rilaxfjärden (schwedisch auch Rilax fjärd, finnisch Riilahden selkä) ist ein Fjärd der Ostsee in der südwestfinnischen Provinz Uusimaa. Er befindet sich in den inneren Schären nördlich der Halbinsel Hanko und verläuft von der Bucht Bredsundsfjärden nördlich von Hanko in nordöstlicher Richtung bis in den Schärengarten von Tenala beim Ort Bromarv. Die Landschaft ist geprägt sowohl durch offene Wasserflächen als auch eingeschnittene Fjärde und Buchten mit zahlreichen bewaldeten Inseln.
Der Name Rilaxfjärden ist auf aktuellen Karten nicht zu finden. Amtliche Karten verzeichnen Gloppet als Namen für diesen Fjärd.
Rilaxfjärden ist bekannt als Schauplatz historischer Ereignisse, besonders die Schlacht von Rilax 1714 (schwedisch Slaget vid Rilax, finnisch Riilahden taistelu). 
Auch im Zusammenhang mit einem Unfall der Standart (russisch Штандартъ) am 11. September 1907 wurde der Fjärd bekannt. Die kaiserliche Dampfyacht mit Nikolaus II. und seiner Familie an Bord war außerhalb des markierten Fahrwassers zwischen den Inseln Horsön och Granskär am Eingang des Fjärds auf Grund gelaufen.
Die mehr als 120 Meter lange Luxusyacht war auf dem Weg nach Rilax, um das dort errichtete Monument über die Seeschlacht zu besuchen. Der Vorfall erlangte Aufmerksamkeit in den Medien über Finnland hinaus, weil es sich um die damals größte private Yacht der Welt handelte.